# Acromyrmex lundii
Acromyrmex lundii är en myrart som först beskrevs av Guérin-Méneville 1838.  Acromyrmex lundii ingår i släktet Acromyrmex och familjen myror.

## Underarter
Arten delas in i följande underarter:
- A. l. boliviensis
- A. l. carli
- A. l. decolor
- A. l. lundii
- A. l. parallelus
- A. l. pubescens

## Bildgalleri

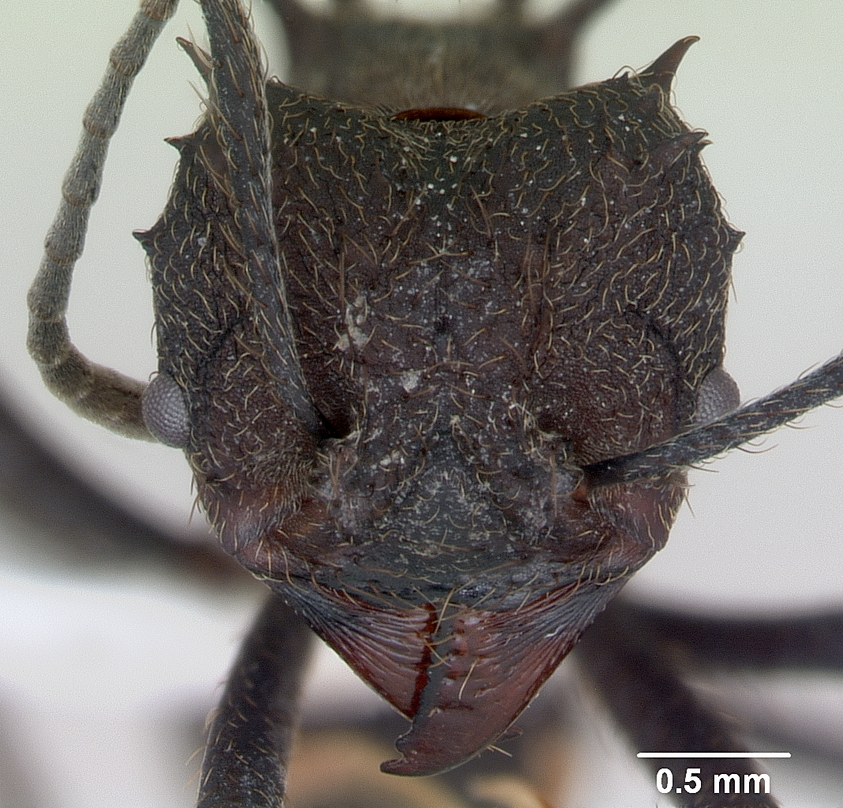